# Skuducie
Skuducie (biał. Скудуці; ros. Скудути) – wieś na Białorusi, w obwodzie witebskim, w rejonie dokszyckim, w sielsowiecie Królewszczyzna.
Dawniej używana nazwa – Skaduki.

## Historia
W czasach zaborów zaścianek leżał w gminie Porpliszcze, w powiecie wilejskim w guberni wileńskiej Imperium Rosyjskiego.
W dwudziestoleciu międzywojennym zaścianek leżał w Polsce, w województwie wileńskim, w powiecie duniłowickim, od 1926 w powiecie dziśnieńskim, w gminie Porpliszcze.
Według Powszechnego Spisu Ludności z 1921 roku zamieszkiwało tu 75 osób, 24 było wyznania rzymskokatolickiego, 51 prawosławnego. Jednocześnie 40 mieszkańców zadeklarowało polską przynależność narodową, 35 białoruską. Było tu 12 budynków mieszkalnych. W 1931 w 14 domach zamieszkiwało 86 osób.
Wierni należeli do parafii rzymskokatolickiej w Dokszycach i prawosławnej w Porpliszczach. Miejscowość podlegała pod Sąd Grodzki w Dokszycach i Okręgowy w Wilnie; właściwy urząd pocztowy mieścił się w Porpliszczach.
Po agresji ZSRR na Polskę w 1939 roku wieś znalazła się w granicach BSRR. W latach 1941–1944 była pod okupacją niemiecką. Następnie leżała w BSRR. Od 1991 roku w Republice Białorusi.